# Храм — пам'ятник Всіх Святих (Мінськ)
Храм — пам'ятник Всіх Святих у Мінську (біл. Царква Усіх Святых) — культова споруда на околиці Мінська, що належить Білоруському екзархату Російської православної церкви. Побудований за проектом Лева Поґорєлова у стилі підмосковної архітектури XVI століття, зокрема церкви Вознесіння у Коломенському. Безпосереднім зразком для мінського храму послужив виконаний на основі образу коломенської церкви храм — пам'ятник російської слави у Лейпцигу.

## Спорудження
Рішення про будівництво в Мінську храму в ім'я Всіх святих було прийнято на засіданні Синоду Білоруської Православної Церкви 29 квітня 1990 року. 4 червня 1991 року, відбулося освячення першого каменю, яке здійснив патріарх Московський Алексій II (Рідіґер), під час свого першого візиту в Республіку Білорусь. У 1996 році, за участю Президента Республіки Білорусь Олександра Лукашенка і митрополита Мінського і Слуцького Філарета, Патріаршого екзарха всієї Білорусі, було закладено капсулу з пам'ятною грамотою з відозвою до нащадків у фундамент храму-пам'ятника. Відповідно до повідомлення офіційного сайту храму, його місце розташування було обрано у зв'язку із близькістю Московского (Східного) цвинтаря. В 2005 році був затверджений проект, а влітку 2006-го почалось його будівництво. 2 липня 2010 року, напередодні святкування Дня незалежності Республіки Білорусь, в крипті відбулася церемонія поховання останків трьох невідомих солдатів — воїнів Французько-російської війни 1812-го року, Першої світової та Другої світової війни. У заходах взяли участь Президент А. Г. Лукашенко і митрополит Філарет.
11 квітня 2012 року в крипті церкви була відкрита «Дошка пам'яті» — на честь загиблих під час трагедії на станції метро Жовтнева в 2011 році. У храмі планується також розмістити архів, в якому будуть зібрані відомості про білорусів, що стали жертвами воєн, репресій і терактів. 14 жовтня 2018 року, за участю патріарха Московського Кирила (Гундяєва) було здійснено чин великого освячення храму.

## Архітектура

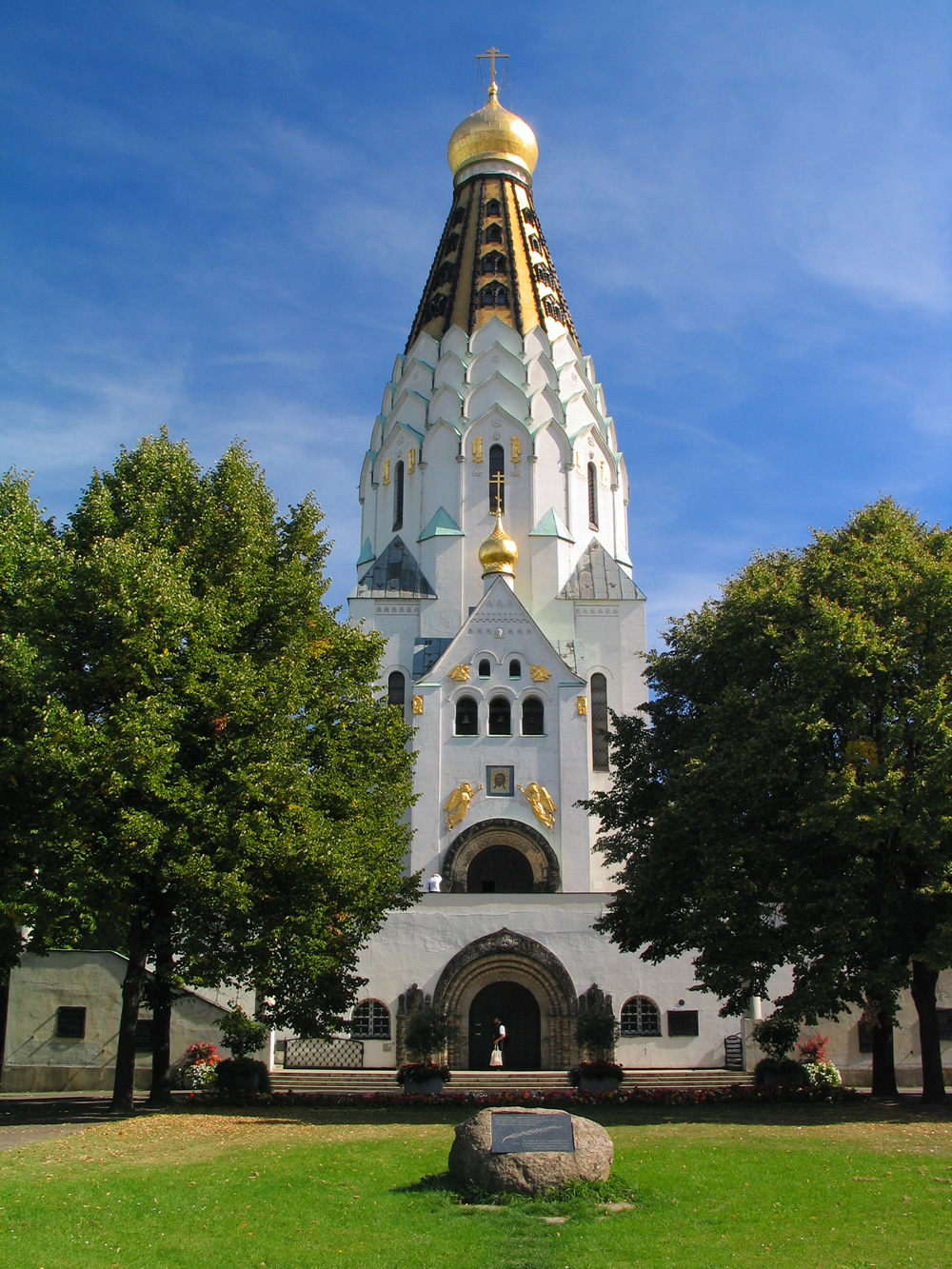
Храм — пам'ятник св. Алексія Московського у Лейпцигу, що став безпосереднім прототипом Храму-пам'ятника у Мінську

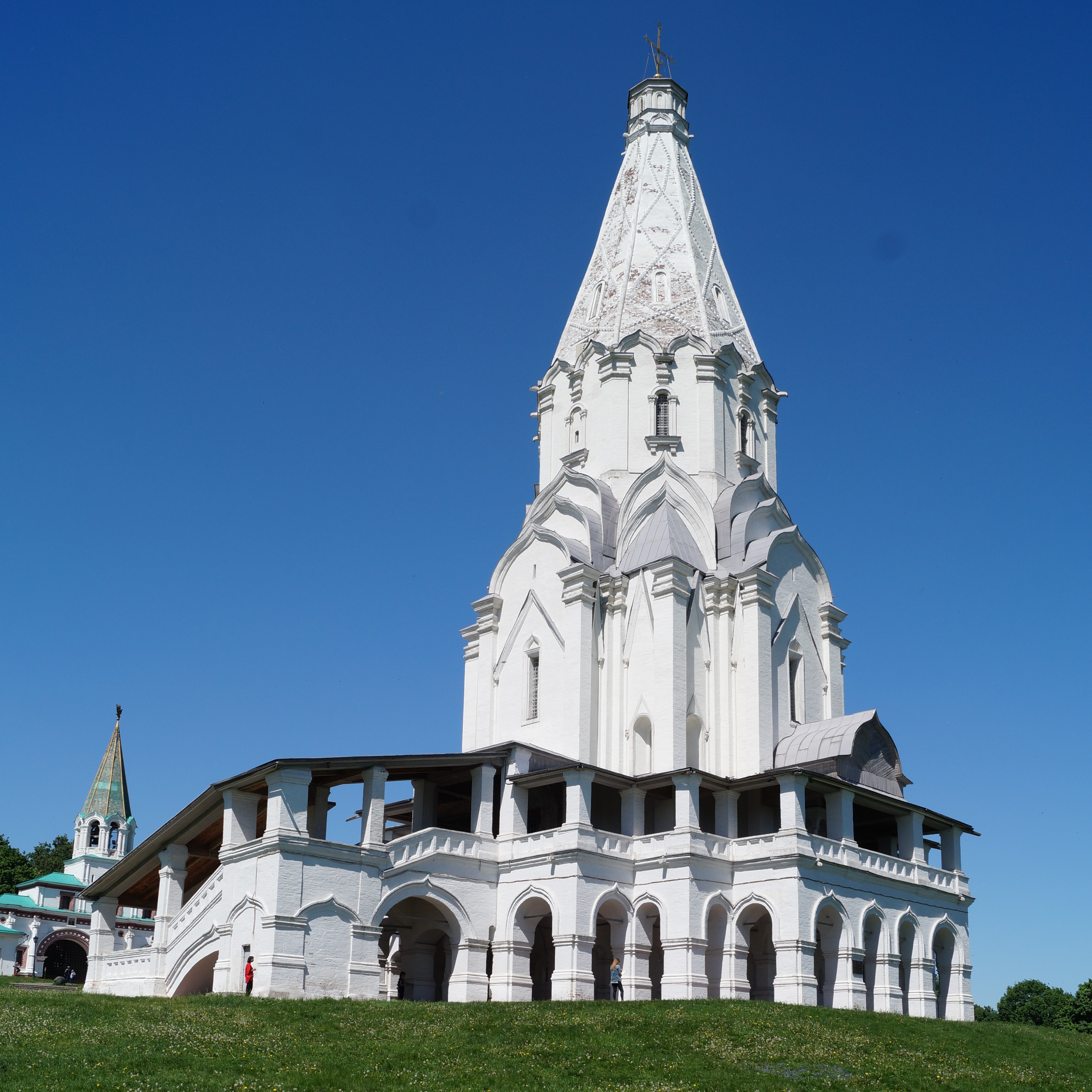
Підмосковна церква Вознесіння у Коломенському XVI століття, першоджерело архітектурного образу мінського храму Всіх Святих

Висота будівлі разом з хрестом — 74 метри (без хреста 72). Розрахункова вмістимість 1200 осіб. Храм піднятий на високому цокольному поверсі, має форму шатра, увінчаного хрестом. Архітектура споруди є перфектизацією Храму-памятника Святителя Алексія, митрополита Московского у Лейпцигу, який споруджений на честь російських військових, що брали участь у Лейпцизькій битві. Саме тут раніше служив перший настоятель мінського храму Всіх Святих Ф. Повний. Первісним джерелом для такого типу церков є підмосковне будівництво XVI століття, зокрема, церкви Вознесіння у Коломенському.
Ліворуч і праворуч від шатра знаходяться два бічних приділи — вони нагадують про осіб, які загинули під час військових дій. П'ять куполів храму-пам'ятника символізують святих Білорусі та полеглих за батьківщину воїнів, закатованих у в'язницях і таборах та всіх убитих дітей. Передбачені лампади в крипті, перепоховання останків видатних історичних діячів, установка меморіальних дощок по всьому периметру, пластин з іменами загиблих. Відповідно до проекту у крипті (нижньої вівтарної частини храму) буде зібрана земля з полів всіх великих історичних битв на захист Білоруської землі.
Архітектурна програма храму покликана засвідчити повну інтеграцію Білоруських земель у ідеологічне поле московської держави, історію Російської імперії та злитість поняття Вітчизни із розумінням Білорусі як західної провінції імперії. В такому сенсі, цінність Білорусі полягає у її межевому розташуванні, пов'язаному із стримуванням західної експансії та власного просування у західному напрямку.